# Rhinecanthus verrucosus
Rhinecanthus verrucosus är en fiskart som först beskrevs av Carl von Linné 1758.  Rhinecanthus verrucosus ingår i släktet Rhinecanthus och familjen tryckarfiskar. Inga underarter finns listade i Catalogue of Life.
Arten blir upp till 25 cm lång. Den har i ryggfenan 3 taggstrålar och 23 till 26 mjukstrålar. I analfenan finns inga taggstrålar och 21 till 23 mjukstrålar. Typisk är en svartaktig fläck på varje sida av bakkroppen som har en oval form.
Denna fisk förekommer i Indiska oceanen och västra Stilla havet från öar nordöst om Madagaskar över Sydostasien och Australien till Salomonöarna. Den dyker till ett djup av 50 meter. Arten vistas i regioner där korallrev, andra klippor eller sjögräs ger skydd. Honor blir könsmogna vid en längd av 14 cm och hannar vid 13 cm. Exemplaren bildar ofta lös sammanhängande grupper. Honor lägger ägg. Fisken kan leva i vatten som inte är klart.
För beståndet är inga hot kända. I lämpliga habitat är arten vanligt förekommande. IUCN listar Rhinecanthus verrucosus som livskraftig (LC).